# Glycine (couleur)
Pour les articles homonymes, voir Glycine.

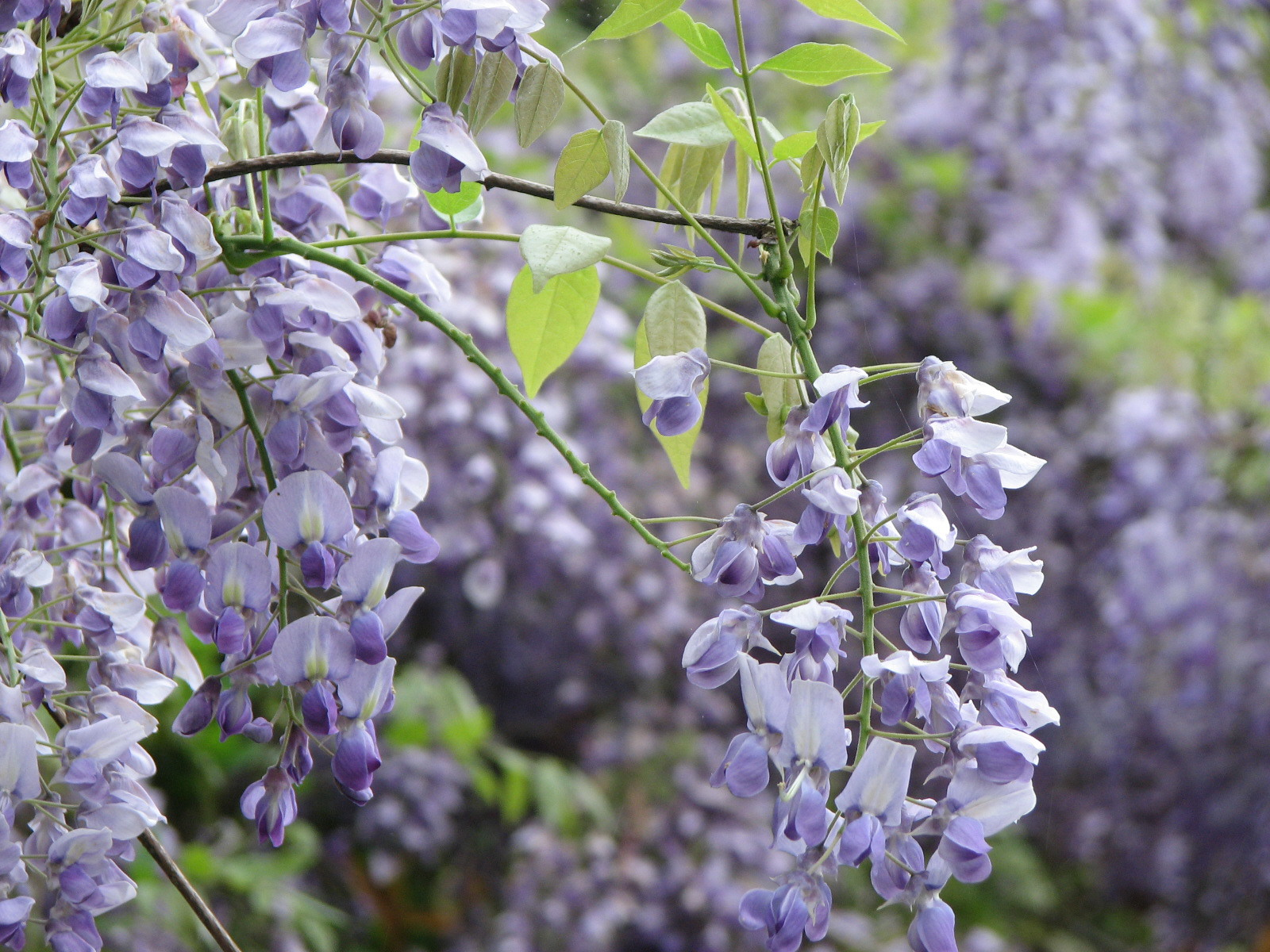
Wisteria brachybotrys.

Glycine est un nom de couleur en usage dans la mode et la décoration, désignant une nuance de violet d'après les fleurs des glycines, un groupe de plantes grimpantes du genre Wisteria. Pour le Répertoire de couleurs de la Société des chrysanthémistes, publié en 1905, la fleur de glycine est mauve violacé.
Dans les nuanciers commerciaux, on trouve en peinture pour la décoration glycine ; en fil à broder glycine violette, 1032 violet glycine.